# Giải vô địch bi-a 9 bi thế giới 2006
Giải vô địch bi-a 9 bi thế giới 2006 là giải vô địch bi-a 9 bi diễn ra hàng năm lần thứ 18, được tổ chức tại thủ đô Manila của Philippines từ ngày 4 đến 12 tháng 11 năm 2006 do Hiệp hội Bi-a thế giới tổ chức. Cơ thủ chủ nhà Ronato Alcano lần đầu tiên giành ngôi vô địch, sau khi thắng Ralf Souquet 17-11 ở chung kết.

## Thể thức
128 cơ thủ chia ra làm 32 bảng 4 người, đấu vòng tròn một lượt chọn 2 người đầu bảng vào vòng đánh loại trực tiếp. 64 kỳ thủ qua vòng bảng đánh loại trực tiếp gồm 6 vòng đấu chọn ra nhà vô địch. Như vậy hai kỳ thủ lọt vào chung kết thi đấu tổng cộng 9 trận. Các trận vòng bảng đánh chạm 8, hai vòng loại trực tiếp đầu tiên đánh chạm 10, ba vòng loại tiếp theo (vòng 1/8 đến bán kết) đánh chạm 11, trận chung kết đánh chạm 17.

## Các bảng vòng ngoài
In đậm: Kỳ thủ hạt giống của bảng

### Bảng 1
| Cơ thủ           | Đài Bắc Trung Hoa | Singapore | Đức | Canada | Trận | Thắng | Thua | VT | VB | Điểm |
| ---------------- | ----------------- | --------- | --- | ------ | ---- | ----- | ---- | -- | -- | ---- |
| Ngô Già Khánh    | x                 | 8–4       | 8–0 | 8–6    | 3    | 3     | 0    | 24 | 10 | 6    |
| Chang Keng Kwang | –                 | x         | 8–3 | 8–5    | 3    | 2     | 1    | 20 | 16 | 4    |
| Sven Pauritsch   | –                 | –         | x   | 8–3    | 3    | 1     | 2    | 11 | 19 | 2    |
| Harold Rousseau  | –                 | –         | –   | x      | 3    | 0     | 3    | 14 | 24 | 0    |

### Bảng 2
| Cơ thủ          | Philippines | Indonesia | Hoa Kỳ | Ba Lan | Trận | Thắng | Thua | VT | VB | Điểm |
| --------------- | ----------- | --------- | ------ | ------ | ---- | ----- | ---- | -- | -- | ---- |
| Efren Reyes     | x           | 8–5       | –      | 8–7    | 3    | 2     | 1    | 23 | 20 | 4    |
| Roy Apancho     | –           | x         | 8–4    | 8–1    | 3    | 2     | 1    | 21 | 13 | 4    |
| Tony Crosby     | 8–7         | –         | x      | 8–5    | 3    | 2     | 1    | 20 | 20 | 4    |
| Radoslaw Babica | –           | –         | –      | x      | 3    | 0     | 3    | 13 | 24 | 0    |

### Bảng 3
| Cơ thủ           | Đức | Nhật Bản | Anh | Canada | Trận | Thắng | Thua | VT | VB | Điểm |
| ---------------- | --- | -------- | --- | ------ | ---- | ----- | ---- | -- | -- | ---- |
| Thorsten Hohmann | x   | 8–3      | 8–5 | 8–2    | 3    | 3     | 0    | 24 | 10 | 6    |
| Tomoo Takano     | –   | x        | 8–5 | 8–6    | 3    | 2     | 1    | 19 | 19 | 4    |
| Andy Worthington | –   | –        | x   | 8–7    | 3    | 1     | 2    | 18 | 23 | 2    |
| Edwin Montal     | –   | –        | –   | x      | 3    | 0     | 3    | 15 | 24 | 0    |

### Bảng 4
| Cơ thủ           | Trung Quốc | Đài Bắc Trung Hoa | Philippines | Argentina | Trận | Thắng | Thua | VT | VB | Điểm |
| ---------------- | ---------- | ----------------- | ----------- | --------- | ---- | ----- | ---- | -- | -- | ---- |
| Lý Hách Văn      | x          | 8–1               | 8–2         | 8–7       | 3    | 3     | 0    | 24 | 10 | 6    |
| Lý Côn Phương    | –          | x                 | 8–7         | 8–4       | 3    | 2     | 1    | 17 | 19 | 4    |
| Alex Pagulayan   | –          | –                 | x           | 8–2       | 3    | 1     | 2    | 17 | 18 | 2    |
| Gustavo Espinosa | –          | –                 | –           | x         | 3    | 0     | 3    | 13 | 24 | 0    |

### Bảng 5
| Cơ thủ          | Philippines | Đài Bắc Trung Hoa | Canada | Hoa Kỳ | Trận | Thắng | Thua | VT | VB | Điểm |
| --------------- | ----------- | ----------------- | ------ | ------ | ---- | ----- | ---- | -- | -- | ---- |
| Marlon Manalo   | x           | 8–4               | 8–5    | 8–7    | 3    | 3     | 0    | 24 | 16 | 6    |
| Phó Triết Vĩ    | –           | x                 | 8–2    | 8–4    | 3    | 2     | 1    | 20 | 14 | 4    |
| Nicolas Guimond | –           | –                 | x      | 8–6    | 3    | 1     | 2    | 15 | 22 | 2    |
| Mike Davis      | –           | –                 | –      | x      | 3    | 0     | 3    | 17 | 24 | 0    |

### Bảng 6
| Cơ thủ                 | México | Đài Bắc Trung Hoa | Ấn Độ | Na Uy | Trận | Thắng | Thua | VT | VB | Điểm |
| ---------------------- | ------ | ----------------- | ----- | ----- | ---- | ----- | ---- | -- | -- | ---- |
| Ernesto Domínguez      | x      | 8–4               | 8–5   | 8–3   | 3    | 3     | 0    | 24 | 12 | 6    |
| Quách Bách Thành       | –      | x                 | 8–3   | 8–6   | 3    | 2     | 1    | 20 | 17 | 4    |
| Dharminder Singh Lilly | –      | –                 | x     | 8–5   | 3    | 1     | 2    | 16 | 21 | 2    |
| Roger Lysholm          | –      | –                 | –     | x     | 3    | 0     | 3    | 14 | 24 | 0    |

### Bảng 7
| Cơ thủ          | Đức | Đài Bắc Trung Hoa | Philippines | Thụy Điển | Trận | Thắng | Thua | VT | VB | Điểm |
| --------------- | --- | ----------------- | ----------- | --------- | ---- | ----- | ---- | -- | -- | ---- |
| Ralf Souquet    | x   | 8–7               | 8–4         | 8–1       | 3    | 3     | 0    | 24 | 12 | 6    |
| Trương Vinh Lân | –   | x                 | 8–7         | 8–0       | 3    | 2     | 1    | 23 | 15 | 4    |
| Leonardo Andam  | –   | –                 | x           | 8–5       | 3    | 1     | 2    | 19 | 21 | 2    |
| Tony Frannsson  | –   | –                 | –           | x         | 3    | 0     | 3    | 6  | 24 | 0    |

### Bảng 8
| Cơ thủ           | Hoa Kỳ | Đài Bắc Trung Hoa | Venezuela | Trung Quốc | Trận | Thắng | Thua | VT | VB | Điểm |
| ---------------- | ------ | ----------------- | --------- | ---------- | ---- | ----- | ---- | -- | -- | ---- |
| Johnny Archer    | x      | 8–6               | 8–7       | 8–6        | 3    | 3     | 0    | 24 | 19 | 6    |
| Hoàng Côn Chương | –      | x                 | 8–4       | 8–5        | 3    | 2     | 1    | 22 | 17 | 4    |
| Gregorio Sanchez | –      | –                 | x         | 8–4        | 3    | 1     | 2    | 19 | 20 | 2    |
| Từ Mãnh          | –      | –                 | –         | x          | 3    | 0     | 3    | 15 | 24 | 0    |

### Bảng 9
| Cơ thủ             | Philippines | Đức | Croatia | Úc  | Trận | Thắng | Thua | VT | VB | Điểm |
| ------------------ | ----------- | --- | ------- | --- | ---- | ----- | ---- | -- | -- | ---- |
| Lee Van Corteza    | x           | 8–3 | 8–3     | 8–4 | 3    | 3     | 0    | 24 | 10 | 6    |
| Thomas Engert      | –           | x   | 8–0     | 8–1 | 3    | 2     | 1    | 19 | 9  | 4    |
| Philipp Stojanovic | –           | –   | x       | 8–6 | 3    | 1     | 2    | 11 | 22 | 2    |
| Stuart Lawler      | –           | –   | –       | x   | 3    | 0     | 3    | 11 | 24 | 0    |

### Bảng 10
| Cơ thủ                  | Philippines | Philippines | Anh | Brunei | Trận | Thắng | Thua | VT | VB | Điểm |
| ----------------------- | ----------- | ----------- | --- | ------ | ---- | ----- | ---- | -- | -- | ---- |
| Francisco Bustamante    | x           | 8–7         | 8–1 | 8–5    | 3    | 3     | 0    | 24 | 13 | 6    |
| Jharome Pena            | –           | x           | 8–7 | –      | 3    | 1     | 2    | 22 | 23 | 2    |
| Darren Appleton         | –           | –           | x   | 8–3    | 3    | 1     | 2    | 16 | 19 | 2    |
| Thái tử Muhtadee Billah | –           | 8–7         | –   | x      | 3    | 1     | 2    | 16 | 23 | 2    |

### Bảng 11
| Cơ thủ         | Thụy Sĩ | Tây Ban Nha | Phần Lan | Philippines | Trận | Thắng | Thua | VT | VB | Điểm |
| -------------- | ------- | ----------- | -------- | ----------- | ---- | ----- | ---- | -- | -- | ---- |
| Marco Tschudi  | x       | 8–6         | –        | 8–2         | 3    | 2     | 1    | 23 | 16 | 4    |
| David Alcaide  | –       | x           | 8–6      | 8–4         | 3    | 2     | 1    | 22 | 18 | 4    |
| Mika Immonen   | 8–7     | –           | x        | 8–6         | 3    | 2     | 1    | 22 | 21 | 4    |
| Antonio Lining | –       | –           | –        | x           | 3    | 0     | 3    | 12 | 24 | 0    |

### Bảng 12
| Cơ thủ        | Đài Bắc Trung Hoa | Đức | Hoa Kỳ | Chile | Trận | Thắng | Thua | VT | VB | Điểm |
| ------------- | ----------------- | --- | ------ | ----- | ---- | ----- | ---- | -- | -- | ---- |
| Lu Hsun-chen  | x                 | 8–7 | 8–7    | 8–2   | 3    | 3     | 0    | 24 | 16 | 6    |
| Jörn Kaplan   | –                 | x   | 8–2    | 8–6   | 3    | 2     | 1    | 23 | 16 | 4    |
| Rodney Morris | –                 | –   | x      | 8–7   | 3    | 1     | 2    | 17 | 23 | 2    |
| Enrique Rojas | –                 | –   | –      | x     | 3    | 0     | 3    | 15 | 24 | 0    |

### Bảng 13
| Cơ thủ          | Thụy Điển | Philippines | Hàn Quốc | Philippines | Trận | Thắng | Thua | VT | VB | Điểm |
| --------------- | --------- | ----------- | -------- | ----------- | ---- | ----- | ---- | -- | -- | ---- |
| Marcus Chamat   | x         | 8–6         | 8–4      | 8–6         | 3    | 3     | 0    | 24 | 16 | 6    |
| Rudy Morta      | –         | x           | 8–1      | 8–6         | 3    | 2     | 1    | 22 | 15 | 4    |
| Jeong Young-hwa | –         | –           | x        | 8–5         | 3    | 1     | 2    | 13 | 21 | 2    |
| Roland Garcia   | –         | –           | –        | x           | 3    | 0     | 3    | 17 | 24 | 0    |

### Bảng 14
| Cơ thủ            | Đài Bắc Trung Hoa | Canada | Anh | Indonesia | Trận | Thắng | Thua | VT | VB | Điểm |
| ----------------- | ----------------- | ------ | --- | --------- | ---- | ----- | ---- | -- | -- | ---- |
| Dương Thanh Thuận | x                 | 8–1    | 8–6 | –         | 3    | 2     | 1    | 21 | 15 | 4    |
| Tyler Edey        | –                 | x      | 8–7 | 8–5       | 3    | 2     | 1    | 17 | 20 | 4    |
| Raj Hundal        | –                 | –      | x   | 8–4       | 3    | 1     | 2    | 21 | 20 | 2    |
| Muhammad Zulfikri | 8–5               | –      | –   | x         | 3    | 1     | 2    | 17 | 21 | 2    |

### Bảng 15
| Cơ thủ            | Hà Lan | Serbia | Philippines | Qatar | Trận | Thắng | Thua | VT | VB | Điểm |
| ----------------- | ------ | ------ | ----------- | ----- | ---- | ----- | ---- | -- | -- | ---- |
| Nick van den Berg | x      | 8–5    | 8–3         | –     | 3    | 2     | 1    | 23 | 16 | 4    |
| Sandor Tot        | –      | x      | 8–7         | 8–3   | 3    | 2     | 1    | 21 | 18 | 4    |
| Gandy Valle       | –      | –      | x           | 8–2   | 3    | 1     | 2    | 18 | 18 | 2    |
| Ahmed Al-Sada     | 8–7    | –      | –           | x     | 3    | 1     | 2    | 13 | 23 | 2    |

### Bảng 16
| Cơ thủ           | Anh | Philippines | Việt Nam | Úc  | Trận | Thắng | Thua | VT | VB | Điểm |
| ---------------- | --- | ----------- | -------- | --- | ---- | ----- | ---- | -- | -- | ---- |
| Steve Davis      | x   | –           | 8–6      | 8–4 | 3    | 2     | 1    | 23 | 18 | 4    |
| Dennis Orcollo   | 8–7 | x           | –        | 8–3 | 3    | 2     | 1    | 23 | 18 | 4    |
| Nguyễn Thành Nam | –   | 8–7         | x        | 8–1 | 3    | 2     | 1    | 22 | 16 | 4    |
| David Reljic     | –   | –           | –        | x   | 3    | 0     | 3    | 8  | 24 | 0    |

### Bảng 17
| Cơ thủ          | Pháp | Hoa Kỳ | Đài Bắc Trung Hoa | Đài Bắc Trung Hoa | Trận | Thắng | Thua | VT | VB | Điểm |
| --------------- | ---- | ------ | ----------------- | ----------------- | ---- | ----- | ---- | -- | -- | ---- |
| Vincent Facquet | x    | 8–4    | 8–0               | 8–6               | 3    | 3     | 0    | 24 | 10 | 6    |
| Earl Strickland | –    | x      | 8–6               | 8–5               | 3    | 2     | 1    | 20 | 19 | 4    |
| Trần Anh Kiệt   | –    | –      | x                 | 8–2               | 3    | 1     | 2    | 14 | 18 | 2    |
| Chin Ju-chen    | –    | –      | –                 | x                 | 3    | 0     | 3    | 13 | 24 | 0    |

### Bảng 18
| Cơ thủ          | Đức | Hàn Quốc | Hà Lan | Nhật Bản | Trận | Thắng | Thua | VT | VB | Điểm |
| --------------- | --- | -------- | ------ | -------- | ---- | ----- | ---- | -- | -- | ---- |
| Michael Schmidt | x   | 8–5      | 8–2    | –        | 3    | 2     | 1    | 23 | 15 | 4    |
| Ryu Seung-woo   | –   | x        | 8–7    | 8–6      | 3    | 2     | 1    | 21 | 21 | 4    |
| Niels Feijen    | –   | –        | x      | 8–3      | 3    | 1     | 2    | 17 | 19 | 2    |
| Takeshi Okumura | 8–7 | –        | –      | x        | 3    | 1     | 2    | 17 | 23 | 2    |

### Bảng 19
| Cơ thủ                 | Đài Bắc Trung Hoa | Hà Lan | Séc | Singapore | Trận | Thắng | Thua | VT | VB | Điểm |
| ---------------------- | ----------------- | ------ | --- | --------- | ---- | ----- | ---- | -- | -- | ---- |
| Triệu Phong Bang       | x                 | 8–3    | 8–7 | 8–5       | 3    | 3     | 0    | 24 | 15 | 6    |
| Huidji See             | –                 | x      | 8–2 | 8–4       | 3    | 2     | 1    | 19 | 16 | 4    |
| Roman Hybler           | –                 | –      | x   | 8–4       | 3    | 1     | 2    | 19 | 20 | 2    |
| Bernard Tey Choon Kiat | –                 | –      | –   | x         | 3    | 0     | 3    | 13 | 24 | 0    |

### Bảng 20
| Cơ thủ                | Đài Bắc Trung Hoa | Anh | Hy Lạp | Malaysia | Trận | Thắng | Thua | VT | VB | Điểm |
| --------------------- | ----------------- | --- | ------ | -------- | ---- | ----- | ---- | -- | -- | ---- |
| Vương Hoằng Tường     | x                 | –   | 8–5    | 8–5      | 3    | 2     | 1    | 22 | 18 | 4    |
| Imran Majid           | 8–6               | x   | –      | 8–5      | 3    | 2     | 1    | 18 | 19 | 4    |
| Evangelos Vettas      | –                 | 8–2 | x      | –        | 3    | 1     | 2    | 20 | 18 | 2    |
| Patrick Ooi Fook Yuen | –                 | –   | 8–7    | x        | 3    | 1     | 2    | 18 | 23 | 2    |

### Bảng 21
| Cơ thủ         | Philippines | Đức | Trung Quốc | Thụy Điển | Trận | Thắng | Thua | VT | VB | Điểm |
| -------------- | ----------- | --- | ---------- | --------- | ---- | ----- | ---- | -- | -- | ---- |
| Rodolfo Luat   | x           | 8–1 | 8–7        | 8–4       | 3    | 3     | 0    | 24 | 12 | 6    |
| Oliver Ortmann | –           | x   | 8–7        | 8–3       | 3    | 2     | 1    | 17 | 18 | 4    |
| Phụ Kiệm Ba    | –           | –   | x          | 8–2       | 3    | 1     | 2    | 22 | 18 | 2    |
| David Larsson  | –           | –   | –          | x         | 3    | 0     | 3    | 9  | 24 | 0    |

### Bảng 22
| Cơ thủ        | Philippines | Hoa Kỳ | Cộng hòa Ireland | Nhật Bản | Trận | Thắng | Thua | VT | VB | Điểm |
| ------------- | ----------- | ------ | ---------------- | -------- | ---- | ----- | ---- | -- | -- | ---- |
| Roberto Gomez | x           | 8–2    | 8–3              | 8–3      | 3    | 3     | 0    | 24 | 8  | 6    |
| Corey Deuel   | –           | x      | 8–2              | 8–3      | 3    | 2     | 1    | 18 | 13 | 4    |
| John Wims     | –           | –      | x                | 8–3      | 3    | 1     | 2    | 13 | 19 | 2    |
| Masaki Tanaka | –           | –      | –                | x        | 3    | 0     | 3    | 9  | 24 | 0    |

### Bảng 23
| Cơ thủ          | Scotland | Indonesia | Philippines | Philippines | Trận | Thắng | Thua | VT | VB | Điểm |
| --------------- | -------- | --------- | ----------- | ----------- | ---- | ----- | ---- | -- | -- | ---- |
| Pat Holtz       | x        | 8–6       | 8–2         | 8–3         | 3    | 3     | 0    | 24 | 11 | 6    |
| Ricky Yang      | –        | x         | 8–3         | 8–3         | 3    | 2     | 1    | 22 | 14 | 4    |
| Santos Sambajon | –        | –         | x           | 8–4         | 3    | 1     | 2    | 13 | 20 | 2    |
| Jose Parica     | –        | –         | –           | x           | 3    | 0     | 3    | 10 | 24 | 0    |

### Bảng 24
| Cơ thủ          | Đài Bắc Trung Hoa | Hoa Kỳ | Malta | New Zealand | Trận | Thắng | Thua | VT | VB | Điểm |
| --------------- | ----------------- | ------ | ----- | ----------- | ---- | ----- | ---- | -- | -- | ---- |
| Lưu Tuấn Thuyên | x                 | 8–3    | 8–6   | 8–5         | 3    | 3     | 0    | 24 | 14 | 6    |
| Jeremy Jones    | –                 | x      | 8–7   | 8–2         | 3    | 2     | 1    | 19 | 17 | 4    |
| Tony Drago      | –                 | –      | x     | 8–3         | 3    | 1     | 2    | 21 | 19 | 2    |
| Ceri Worts      | –                 | –      | –     | x           | 3    | 0     | 3    | 10 | 24 | 0    |

### Bảng 25
| Cơ thủ        | Úc | Đài Bắc Trung Hoa | Philippines | Hà Lan | Trận | Thắng | Thua | VT | VB | Điểm |
| ------------- | -- | ----------------- | ----------- | ------ | ---- | ----- | ---- | -- | -- | ---- |
| Louis Condo   | x  | 8–5               | 8–1         | 8–4    | 3    | 3     | 0    | 24 | 10 | 6    |
| Niêm Vinh Trí | –  | x                 | 8–4         | 8–5    | 3    | 2     | 1    | 21 | 17 | 4    |
| Israel Rota   | –  | –                 | x           | 8–7    | 3    | 1     | 2    | 13 | 23 | 2    |
| Alex Lely     | –  | –                 | –           | x      | 3    | 0     | 3    | 16 | 24 | 0    |

### Bảng 26
| Cơ thủ              | Đức | Chile | Malaysia | Đài Bắc Trung Hoa | Trận | Thắng | Thua | VT | VB | Điểm |
| ------------------- | --- | ----- | -------- | ----------------- | ---- | ----- | ---- | -- | -- | ---- |
| Andreas Roschkowsky | x   | 8–1   | –        | 8–5               | 3    | 2     | 1    | 23 | 14 | 4    |
| Alejandro Carvajal  | –   | x     | 8–7      | 8–5               | 3    | 2     | 1    | 17 | 20 | 4    |
| Ibrahim Bin Amir    | 8–7 | –     | x        | –                 | 3    | 1     | 2    | 21 | 23 | 2    |
| Trương Bùi Vĩ       | –   | –     | 8–6      | x                 | 3    | 1     | 2    | 18 | 22 | 2    |

### Bảng 27
| Cơ thủ           | Đài Bắc Trung Hoa | Hungary | Singapore | Cộng hòa Nam Phi | Trận | Thắng | Thua | VT | VB | Điểm |
| ---------------- | ----------------- | ------- | --------- | ---------------- | ---- | ----- | ---- | -- | -- | ---- |
| Hạ Huy Khải      | x                 | 8–3     | 8–6       | 8–7              | 3    | 3     | 0    | 24 | 16 | 6    |
| Vilmos Földes    | –                 | x       | 8–7       | 8–1              | 3    | 2     | 1    | 19 | 16 | 4    |
| Toh Lian Han     | –                 | –       | x         | 8–3              | 3    | 1     | 2    | 21 | 19 | 2    |
| Junaine Nicholas | –                 | –       | –         | x                | 3    | 0     | 3    | 11 | 24 | 0    |

### Bảng 28
| Cơ thủ              | Việt Nam | Philippines | Đức | Hà Lan | Trận | Thắng | Thua | VT | VB | Điểm |
| ------------------- | -------- | ----------- | --- | ------ | ---- | ----- | ---- | -- | -- | ---- |
| Lương Chí Dũng      | x        | 8–7         | 8–6 | 8–5    | 3    | 3     | 0    | 24 | 18 | 6    |
| Ronato Alcano       | –        | x           | –   | 8–2    | 3    | 1     | 2    | 18 | 18 | 2    |
| Christian Reimering | –        | 8–3         | x   | –      | 3    | 1     | 2    | 18 | 19 | 2    |
| Marcel Martens      | –        | –           | 8–4 | x      | 3    | 1     | 2    | 15 | 20 | 2    |

### Bảng 29
| Cơ thủ             | Philippines | Anh | Úc  | Nhật Bản | Trận | Thắng | Thua | VT | VB | Điểm |
| ------------------ | ----------- | --- | --- | -------- | ---- | ----- | ---- | -- | -- | ---- |
| Jeff de Luna       | x           | 8–6 | 8–3 | –        | 3    | 2     | 1    | 22 | 17 | 4    |
| Kevin Uzzell       | –           | x   | 8–6 | 8–6      | 3    | 2     | 1    | 22 | 20 | 4    |
| Chris Calabrese    | –           | –   | x   | 8–2      | 3    | 1     | 2    | 17 | 18 | 2    |
| Kunihiko Takahashi | 8–6         | –   | –   | x        | 3    | 1     | 2    | 16 | 22 | 2    |

### Bảng 30
| Cơ thủ             | Hoa Kỳ | Ý   | Indonesia | Philippines | Trận | Thắng | Thua | VT | VB | Điểm |
| ------------------ | ------ | --- | --------- | ----------- | ---- | ----- | ---- | -- | -- | ---- |
| Charlie Williams   | x      | 8–6 | 8–6       | 8–5         | 3    | 3     | 0    | 24 | 17 | 6    |
| Fabio Petroni      | –      | x   | 8–3       | 8–3         | 3    | 2     | 1    | 22 | 14 | 4    |
| Apsi Chaniago      | –      | –   | x         | 8–5         | 3    | 1     | 2    | 17 | 21 | 2    |
| Eduardo Villanueva | –      | –   | –         | x           | 3    | 0     | 3    | 13 | 24 | 0    |

### Bảng 31
| Cơ thủ              | Nga | Phần Lan | Singapore | Cộng hòa Nam Phi | Trận | Thắng | Thua | VT | VB | Điểm |
| ------------------- | --- | -------- | --------- | ---------------- | ---- | ----- | ---- | -- | -- | ---- |
| Konstantin Stepanov | x   | 8–7      | 8–2       | 8–1              | 3    | 3     | 0    | 24 | 10 | 6    |
| Markus Juva         | –   | x        | 8–6       | 8–2              | 3    | 2     | 1    | 23 | 16 | 4    |
| Tan Tiong Boon      | –   | –        | x         | 8–6              | 3    | 1     | 2    | 16 | 22 | 2    |
| Zbynek Vaic         | –   | –        | –         | x                | 3    | 0     | 3    | 9  | 24 | 0    |

### Bảng 32
| Cơ thủ          | Anh | Philippines | Hoa Kỳ | Thái Lan | Trận | Thắng | Thua | VT | VB | Điểm |
| --------------- | --- | ----------- | ------ | -------- | ---- | ----- | ---- | -- | -- | ---- |
| Daryl Peach     | x   | 8–4         | 8–6    | –        | 3    | 2     | 1    | 23 | 18 | 4    |
| Ramil Gallego   | –   | x           | 8–6    | 8–4      | 3    | 2     | 1    | 20 | 18 | 4    |
| Rob Saez        | –   | –           | x      | 8–2      | 3    | 1     | 2    | 20 | 18 | 2    |
| Tepwin Arunnath | 8–7 | –           | –      | x        | 3    | 1     | 2    | 14 | 23 | 2    |

## Vòng loại trực tiếp

### Nhánh trên
|  | Vòng 64 Chạm 10 | Vòng 64 Chạm 10 |           |    | Vòng 32 Chạm 10 | Vòng 32 Chạm 10 |  |  | Vòng 16 Chạm 11 | Vòng 16 Chạm 11 |  |  | Tứ kết Chạm 11 | Tứ kết Chạm 11 |  |  | Bán kết Chạm 11 | Bán kết Chạm 11 |
|  |                 |                 |           |    |                 |                 |  |  |                 |                 |  |  |                |                |  |  |                 |                 |
|  |                 |                 |           |    |                 |                 |  |  |                 |                 |  |  |                |                |  |  |                 |                 |
|  |                 |                 |           |    |                 |                 |  |  |                 |                 |  |  |                |                |  |  |                 |                 |
|  | Ngô GK          | 10              |           |    |                 |                 |  |  |                 |                 |  |  |                |                |  |  |                 |                 |
|  | Ngô GK          | 10              |           |    |                 |                 |  |  |                 |                 |  |  |                |                |  |  |                 |                 |
|  | C Deuel         | 3               |           |    |                 |                 |  |  |                 |                 |  |  |                |                |  |  |                 |                 |
|  | C Deuel         | 3               | Ngô GK    | 10 |                 |                 |  |  |                 |                 |  |  |                |                |  |  |                 |                 |
|  |                 |                 | Ngô GK    | 10 |                 |                 |  |  |                 |                 |  |  |                |                |  |  |                 |                 |
|  |                 | Vương HT        | 3         |    |                 |                 |  |  |                 |                 |  |  |                |                |  |  |                 |                 |
|  | M Schmidt       | Vương HT        | 3         | 5  |                 |                 |  |  |                 |                 |  |  |                |                |  |  |                 |                 |
|  | M Schmidt       |                 |           | 5  |                 |                 |  |  |                 |                 |  |  |                |                |  |  |                 |                 |
|  | Vương HT        | 10              |           |    |                 |                 |  |  |                 |                 |  |  |                |                |  |  |                 |                 |
|  | Vương HT        | 10              | Ngô GK    | 11 |                 |                 |  |  |                 |                 |  |  |                |                |  |  |                 |                 |
|  |                 |                 | Ngô GK    | 11 |                 |                 |  |  |                 |                 |  |  |                |                |  |  |                 |                 |
|  |                 | P Holtz         | 6         |    |                 |                 |  |  |                 |                 |  |  |                |                |  |  |                 |                 |
|  | P Holtz         | P Holtz         | 6         | 10 |                 |                 |  |  |                 |                 |  |  |                |                |  |  |                 |                 |
|  | P Holtz         |                 |           | 10 |                 |                 |  |  |                 |                 |  |  |                |                |  |  |                 |                 |
|  | T Takano        | 6               |           |    |                 |                 |  |  |                 |                 |  |  |                |                |  |  |                 |                 |
|  | T Takano        | 6               | P Holtz   | 10 |                 |                 |  |  |                 |                 |  |  |                |                |  |  |                 |                 |
|  |                 |                 | P Holtz   | 10 |                 |                 |  |  |                 |                 |  |  |                |                |  |  |                 |                 |
|  |                 | K Uzzell        | 6         |    |                 |                 |  |  |                 |                 |  |  |                |                |  |  |                 |                 |
|  | Trương VL       | K Uzzell        | 6         | 6  |                 |                 |  |  |                 |                 |  |  |                |                |  |  |                 |                 |
|  | Trương VL       |                 |           | 6  |                 |                 |  |  |                 |                 |  |  |                |                |  |  |                 |                 |
|  | K Uzzell        | 10              |           |    |                 |                 |  |  |                 |                 |  |  |                |                |  |  |                 |                 |
|  | K Uzzell        | 10              | Ngô GK    | 6  |                 |                 |  |  |                 |                 |  |  |                |                |  |  |                 |                 |
|  |                 |                 | Ngô GK    | 6  |                 |                 |  |  |                 |                 |  |  |                |                |  |  |                 |                 |
|  |                 | R Alcano        | 11        |    |                 |                 |  |  |                 |                 |  |  |                |                |  |  |                 |                 |
|  | E Reyes         | R Alcano        | 11        | 10 |                 |                 |  |  |                 |                 |  |  |                |                |  |  |                 |                 |
|  | E Reyes         |                 |           | 10 |                 |                 |  |  |                 |                 |  |  |                |                |  |  |                 |                 |
|  | D Orcollo       | 6               |           |    |                 |                 |  |  |                 |                 |  |  |                |                |  |  |                 |                 |
|  | D Orcollo       | 6               | E Reyes   | 7  |                 |                 |  |  |                 |                 |  |  |                |                |  |  |                 |                 |
|  |                 |                 | E Reyes   | 7  |                 |                 |  |  |                 |                 |  |  |                |                |  |  |                 |                 |
|  |                 | R Alcano        | 10        |    |                 |                 |  |  |                 |                 |  |  |                |                |  |  |                 |                 |
|  | R Gomez         | R Alcano        | 10        | 1  |                 |                 |  |  |                 |                 |  |  |                |                |  |  |                 |                 |
|  | R Gomez         |                 |           | 1  |                 |                 |  |  |                 |                 |  |  |                |                |  |  |                 |                 |
|  | R Alcano        | 10              |           |    |                 |                 |  |  |                 |                 |  |  |                |                |  |  |                 |                 |
|  | R Alcano        | 10              | R Alcano  | 11 |                 |                 |  |  |                 |                 |  |  |                |                |  |  |                 |                 |
|  |                 |                 | R Alcano  | 11 |                 |                 |  |  |                 |                 |  |  |                |                |  |  |                 |                 |
|  |                 | Quách BT        | 5         |    |                 |                 |  |  |                 |                 |  |  |                |                |  |  |                 |                 |
|  | M Manalo        | Quách BT        | 5         | 10 |                 |                 |  |  |                 |                 |  |  |                |                |  |  |                 |                 |
|  | M Manalo        |                 |           | 10 |                 |                 |  |  |                 |                 |  |  |                |                |  |  |                 |                 |
|  | Chang KK        | 5               |           |    |                 |                 |  |  |                 |                 |  |  |                |                |  |  |                 |                 |
|  | Chang KK        | 5               | M Manalo  | 7  |                 |                 |  |  |                 |                 |  |  |                |                |  |  |                 |                 |
|  |                 |                 | M Manalo  | 7  |                 |                 |  |  |                 |                 |  |  |                |                |  |  |                 |                 |
|  |                 | Quách BT        | 10        |    |                 |                 |  |  |                 |                 |  |  |                |                |  |  |                 |                 |
|  | Hạ HK           | Quách BT        | 10        | 3  |                 |                 |  |  |                 |                 |  |  |                |                |  |  |                 |                 |
|  | Hạ HK           |                 |           | 3  |                 |                 |  |  |                 |                 |  |  |                |                |  |  |                 |                 |
|  | Quách BT        | 10              |           |    |                 |                 |  |  |                 |                 |  |  |                |                |  |  |                 |                 |
|  | Quách BT        | 10              | R Alcano  | 11 |                 |                 |  |  |                 |                 |  |  |                |                |  |  |                 |                 |
|  |                 |                 | R Alcano  | 11 |                 |                 |  |  |                 |                 |  |  |                |                |  |  |                 |                 |
|  |                 | Lý HV           | 8         |    |                 |                 |  |  |                 |                 |  |  |                |                |  |  |                 |                 |
|  | Lý HV           | Lý HV           | 8         | 10 |                 |                 |  |  |                 |                 |  |  |                |                |  |  |                 |                 |
|  | Lý HV           |                 |           | 10 |                 |                 |  |  |                 |                 |  |  |                |                |  |  |                 |                 |
|  | A Carvajal      | 5               |           |    |                 |                 |  |  |                 |                 |  |  |                |                |  |  |                 |                 |
|  | A Carvajal      | 5               | Lý HV     | 10 |                 |                 |  |  |                 |                 |  |  |                |                |  |  |                 |                 |
|  |                 |                 | Lý HV     | 10 |                 |                 |  |  |                 |                 |  |  |                |                |  |  |                 |                 |
|  |                 | R Morta         | 8         |    |                 |                 |  |  |                 |                 |  |  |                |                |  |  |                 |                 |
|  | M Juva          | R Morta         | 8         | 8  |                 |                 |  |  |                 |                 |  |  |                |                |  |  |                 |                 |
|  | M Juva          |                 |           | 8  |                 |                 |  |  |                 |                 |  |  |                |                |  |  |                 |                 |
|  | R Morta         | 10              |           |    |                 |                 |  |  |                 |                 |  |  |                |                |  |  |                 |                 |
|  | R Morta         | 10              | Lý HV     | 11 |                 |                 |  |  |                 |                 |  |  |                |                |  |  |                 |                 |
|  |                 |                 | Lý HV     | 11 |                 |                 |  |  |                 |                 |  |  |                |                |  |  |                 |                 |
|  |                 | Š Tot           | 7         |    |                 |                 |  |  |                 |                 |  |  |                |                |  |  |                 |                 |
|  | F Bustamante    | Š Tot           | 7         | 7  |                 |                 |  |  |                 |                 |  |  |                |                |  |  |                 |                 |
|  | F Bustamante    |                 |           | 7  |                 |                 |  |  |                 |                 |  |  |                |                |  |  |                 |                 |
|  | T Engert        | 10              |           |    |                 |                 |  |  |                 |                 |  |  |                |                |  |  |                 |                 |
|  | T Engert        | 10              | T Engert  | 6  |                 |                 |  |  |                 |                 |  |  |                |                |  |  |                 |                 |
|  |                 |                 | T Engert  | 6  |                 |                 |  |  |                 |                 |  |  |                |                |  |  |                 |                 |
|  |                 | Š Tot           | 10        |    |                 |                 |  |  |                 |                 |  |  |                |                |  |  |                 |                 |
|  | C Williams      | Š Tot           | 10        | 5  |                 |                 |  |  |                 |                 |  |  |                |                |  |  |                 |                 |
|  | C Williams      |                 |           | 5  |                 |                 |  |  |                 |                 |  |  |                |                |  |  |                 |                 |
|  | Š Tot           | 10              |           |    |                 |                 |  |  |                 |                 |  |  |                |                |  |  |                 |                 |
|  | Š Tot           | 10              | Lý HV     | 11 |                 |                 |  |  |                 |                 |  |  |                |                |  |  |                 |                 |
|  |                 |                 | Lý HV     | 11 |                 |                 |  |  |                 |                 |  |  |                |                |  |  |                 |                 |
|  |                 | Lương CD        | 7         |    |                 |                 |  |  |                 |                 |  |  |                |                |  |  |                 |                 |
|  | E Domínguez     | Lương CD        | 7         | 7  |                 |                 |  |  |                 |                 |  |  |                |                |  |  |                 |                 |
|  | E Domínguez     |                 |           | 7  |                 |                 |  |  |                 |                 |  |  |                |                |  |  |                 |                 |
|  | V Földes        | 10              |           |    |                 |                 |  |  |                 |                 |  |  |                |                |  |  |                 |                 |
|  | V Földes        | 10              | V Földes  | 4  |                 |                 |  |  |                 |                 |  |  |                |                |  |  |                 |                 |
|  |                 |                 | V Földes  | 4  |                 |                 |  |  |                 |                 |  |  |                |                |  |  |                 |                 |
|  |                 | Lương CD        | 10        |    |                 |                 |  |  |                 |                 |  |  |                |                |  |  |                 |                 |
|  | Lương CD        | Lương CD        | 10        | 10 |                 |                 |  |  |                 |                 |  |  |                |                |  |  |                 |                 |
|  | Lương CD        |                 |           | 10 |                 |                 |  |  |                 |                 |  |  |                |                |  |  |                 |                 |
|  | Niêm VT         | 7               |           |    |                 |                 |  |  |                 |                 |  |  |                |                |  |  |                 |                 |
|  | Niêm VT         | 7               | Lương CD  | 11 |                 |                 |  |  |                 |                 |  |  |                |                |  |  |                 |                 |
|  |                 |                 | Lương CD  | 11 |                 |                 |  |  |                 |                 |  |  |                |                |  |  |                 |                 |
|  |                 | J de Luna       | 6         |    |                 |                 |  |  |                 |                 |  |  |                |                |  |  |                 |                 |
|  | N van den Berg  | J de Luna       | 6         | 8  |                 |                 |  |  |                 |                 |  |  |                |                |  |  |                 |                 |
|  | N van den Berg  |                 |           | 8  |                 |                 |  |  |                 |                 |  |  |                |                |  |  |                 |                 |
|  | J de Luna       | 10              |           |    |                 |                 |  |  |                 |                 |  |  |                |                |  |  |                 |                 |
|  | J de Luna       | 10              | J de Luna | 10 |                 |                 |  |  |                 |                 |  |  |                |                |  |  |                 |                 |
|  |                 |                 | J de Luna | 10 |                 |                 |  |  |                 |                 |  |  |                |                |  |  |                 |                 |
|  |                 | Lý CP           | 8         |    |                 |                 |  |  |                 |                 |  |  |                |                |  |  |                 |                 |
|  | V Facquet       | Lý CP           | 8         | 4  |                 |                 |  |  |                 |                 |  |  |                |                |  |  |                 |                 |
|  | V Facquet       |                 |           | 4  |                 |                 |  |  |                 |                 |  |  |                |                |  |  |                 |                 |
|  | Lý CP           | 10              |           |    |                 |                 |  |  |                 |                 |  |  |                |                |  |  |                 |                 |
|  | Lý CP           | 10              |           |    |                 |                 |  |  |                 |                 |  |  |                |                |  |  |                 |                 |

### Nhánh dưới
|  | Vòng 64 Chạm 10 | Vòng 64 Chạm 10 |            |    | Vòng 32 Chạm 10 | Vòng 32 Chạm 10 |  |  | Vòng 16 Chạm 11 | Vòng 16 Chạm 11 |  |  | Tứ kết Chạm 11 | Tứ kết Chạm 11 |  |  | Bán kết Chạm 11 | Bán kết Chạm 11 |
|  |                 |                 |            |    |                 |                 |  |  |                 |                 |  |  |                |                |  |  |                 |                 |
|  |                 |                 |            |    |                 |                 |  |  |                 |                 |  |  |                |                |  |  |                 |                 |
|  |                 |                 |            |    |                 |                 |  |  |                 |                 |  |  |                |                |  |  |                 |                 |
|  | T Hohmann       | 9               |            |    |                 |                 |  |  |                 |                 |  |  |                |                |  |  |                 |                 |
|  | T Hohmann       | 9               |            |    |                 |                 |  |  |                 |                 |  |  |                |                |  |  |                 |                 |
|  | T Edey          | 10              |            |    |                 |                 |  |  |                 |                 |  |  |                |                |  |  |                 |                 |
|  | T Edey          | 10              | T Edey     | 10 |                 |                 |  |  |                 |                 |  |  |                |                |  |  |                 |                 |
|  |                 |                 | T Edey     | 10 |                 |                 |  |  |                 |                 |  |  |                |                |  |  |                 |                 |
|  |                 | R Yang          | 9          |    |                 |                 |  |  |                 |                 |  |  |                |                |  |  |                 |                 |
|  | D Peach         | R Yang          | 9          | 7  |                 |                 |  |  |                 |                 |  |  |                |                |  |  |                 |                 |
|  | D Peach         |                 |            | 7  |                 |                 |  |  |                 |                 |  |  |                |                |  |  |                 |                 |
|  | R Yang          | 10              |            |    |                 |                 |  |  |                 |                 |  |  |                |                |  |  |                 |                 |
|  | R Yang          | 10              | T Edey     | 6  |                 |                 |  |  |                 |                 |  |  |                |                |  |  |                 |                 |
|  |                 |                 | T Edey     | 6  |                 |                 |  |  |                 |                 |  |  |                |                |  |  |                 |                 |
|  |                 | Lưu TT          | 11         |    |                 |                 |  |  |                 |                 |  |  |                |                |  |  |                 |                 |
|  | Lu HC           | Lưu TT          | 11         | 7  |                 |                 |  |  |                 |                 |  |  |                |                |  |  |                 |                 |
|  | Lu HC           |                 |            | 7  |                 |                 |  |  |                 |                 |  |  |                |                |  |  |                 |                 |
|  | Ryu SW          | 10              |            |    |                 |                 |  |  |                 |                 |  |  |                |                |  |  |                 |                 |
|  | Ryu SW          | 10              | Ryu SW     | 6  |                 |                 |  |  |                 |                 |  |  |                |                |  |  |                 |                 |
|  |                 |                 | Ryu SW     | 6  |                 |                 |  |  |                 |                 |  |  |                |                |  |  |                 |                 |
|  |                 | Lưu TT          | 10         |    |                 |                 |  |  |                 |                 |  |  |                |                |  |  |                 |                 |
|  | Lưu TT          | Lưu TT          | 10         | 10 |                 |                 |  |  |                 |                 |  |  |                |                |  |  |                 |                 |
|  | Lưu TT          |                 |            | 10 |                 |                 |  |  |                 |                 |  |  |                |                |  |  |                 |                 |
|  | E Strickland    | 2               |            |    |                 |                 |  |  |                 |                 |  |  |                |                |  |  |                 |                 |
|  | E Strickland    | 2               | Lưu TT     | 8  |                 |                 |  |  |                 |                 |  |  |                |                |  |  |                 |                 |
|  |                 |                 | Lưu TT     | 8  |                 |                 |  |  |                 |                 |  |  |                |                |  |  |                 |                 |
|  |                 | R Souquet       | 11         |    |                 |                 |  |  |                 |                 |  |  |                |                |  |  |                 |                 |
|  | R Souquet       | R Souquet       | 11         | 10 |                 |                 |  |  |                 |                 |  |  |                |                |  |  |                 |                 |
|  | R Souquet       |                 |            | 10 |                 |                 |  |  |                 |                 |  |  |                |                |  |  |                 |                 |
|  | H See           | 3               |            |    |                 |                 |  |  |                 |                 |  |  |                |                |  |  |                 |                 |
|  | H See           | 3               | R Souquet  | 10 |                 |                 |  |  |                 |                 |  |  |                |                |  |  |                 |                 |
|  |                 |                 | R Souquet  | 10 |                 |                 |  |  |                 |                 |  |  |                |                |  |  |                 |                 |
|  |                 | Dương TT        | 8          |    |                 |                 |  |  |                 |                 |  |  |                |                |  |  |                 |                 |
|  | J Archer        | Dương TT        | 8          | 6  |                 |                 |  |  |                 |                 |  |  |                |                |  |  |                 |                 |
|  | J Archer        |                 |            | 6  |                 |                 |  |  |                 |                 |  |  |                |                |  |  |                 |                 |
|  | Dương TT        | 10              |            |    |                 |                 |  |  |                 |                 |  |  |                |                |  |  |                 |                 |
|  | Dương TT        | 10              | R Souquet  | 11 |                 |                 |  |  |                 |                 |  |  |                |                |  |  |                 |                 |
|  |                 |                 | R Souquet  | 11 |                 |                 |  |  |                 |                 |  |  |                |                |  |  |                 |                 |
|  |                 | K Stepanov      | 4          |    |                 |                 |  |  |                 |                 |  |  |                |                |  |  |                 |                 |
|  | M Tschudi       | K Stepanov      | 4          | 10 |                 |                 |  |  |                 |                 |  |  |                |                |  |  |                 |                 |
|  | M Tschudi       |                 |            | 10 |                 |                 |  |  |                 |                 |  |  |                |                |  |  |                 |                 |
|  | Hoàng CC        | 8               |            |    |                 |                 |  |  |                 |                 |  |  |                |                |  |  |                 |                 |
|  | Hoàng CC        | 8               | M Tschudi  | 7  |                 |                 |  |  |                 |                 |  |  |                |                |  |  |                 |                 |
|  |                 |                 | M Tschudi  | 7  |                 |                 |  |  |                 |                 |  |  |                |                |  |  |                 |                 |
|  |                 | K Stepanov      | 10         |    |                 |                 |  |  |                 |                 |  |  |                |                |  |  |                 |                 |
|  | K Stepanov      | K Stepanov      | 10         | 10 |                 |                 |  |  |                 |                 |  |  |                |                |  |  |                 |                 |
|  | K Stepanov      |                 |            | 10 |                 |                 |  |  |                 |                 |  |  |                |                |  |  |                 |                 |
|  | O Ortmann       | 6               |            |    |                 |                 |  |  |                 |                 |  |  |                |                |  |  |                 |                 |
|  | O Ortmann       | 6               | R Souquet  | 11 |                 |                 |  |  |                 |                 |  |  |                |                |  |  |                 |                 |
|  |                 |                 | R Souquet  | 11 |                 |                 |  |  |                 |                 |  |  |                |                |  |  |                 |                 |
|  |                 | Phó TV          | 10         |    |                 |                 |  |  |                 |                 |  |  |                |                |  |  |                 |                 |
|  | LV Corteza      | Phó TV          | 10         | 10 |                 |                 |  |  |                 |                 |  |  |                |                |  |  |                 |                 |
|  | LV Corteza      |                 |            | 10 |                 |                 |  |  |                 |                 |  |  |                |                |  |  |                 |                 |
|  | I Majid         | 4               |            |    |                 |                 |  |  |                 |                 |  |  |                |                |  |  |                 |                 |
|  | I Majid         | 4               | LV Corteza | 8  |                 |                 |  |  |                 |                 |  |  |                |                |  |  |                 |                 |
|  |                 |                 | LV Corteza | 8  |                 |                 |  |  |                 |                 |  |  |                |                |  |  |                 |                 |
|  |                 | D Alcaide       | 10         |    |                 |                 |  |  |                 |                 |  |  |                |                |  |  |                 |                 |
|  | D Alcaide       | D Alcaide       | 10         | 10 |                 |                 |  |  |                 |                 |  |  |                |                |  |  |                 |                 |
|  | D Alcaide       |                 |            | 10 |                 |                 |  |  |                 |                 |  |  |                |                |  |  |                 |                 |
|  | J Kaplan        | 7               |            |    |                 |                 |  |  |                 |                 |  |  |                |                |  |  |                 |                 |
|  | J Kaplan        | 7               | D Alcaide  | 10 |                 |                 |  |  |                 |                 |  |  |                |                |  |  |                 |                 |
|  |                 |                 | D Alcaide  | 10 |                 |                 |  |  |                 |                 |  |  |                |                |  |  |                 |                 |
|  |                 | R Luat          | 11         |    |                 |                 |  |  |                 |                 |  |  |                |                |  |  |                 |                 |
|  | R Luat          | R Luat          | 11         | 10 |                 |                 |  |  |                 |                 |  |  |                |                |  |  |                 |                 |
|  | R Luat          |                 |            | 10 |                 |                 |  |  |                 |                 |  |  |                |                |  |  |                 |                 |
|  | J Jones         | 5               |            |    |                 |                 |  |  |                 |                 |  |  |                |                |  |  |                 |                 |
|  | J Jones         | 5               | R Luat     | 10 |                 |                 |  |  |                 |                 |  |  |                |                |  |  |                 |                 |
|  |                 |                 | R Luat     | 10 |                 |                 |  |  |                 |                 |  |  |                |                |  |  |                 |                 |
|  |                 | R Apancho       | 6          |    |                 |                 |  |  |                 |                 |  |  |                |                |  |  |                 |                 |
|  | A Roschkowsky   | R Apancho       | 6          | 8  |                 |                 |  |  |                 |                 |  |  |                |                |  |  |                 |                 |
|  | A Roschkowsky   |                 |            | 8  |                 |                 |  |  |                 |                 |  |  |                |                |  |  |                 |                 |
|  | R Apancho       | 10              |            |    |                 |                 |  |  |                 |                 |  |  |                |                |  |  |                 |                 |
|  | R Apancho       | 10              | R Luat     | 7  |                 |                 |  |  |                 |                 |  |  |                |                |  |  |                 |                 |
|  |                 |                 | R Luat     | 7  |                 |                 |  |  |                 |                 |  |  |                |                |  |  |                 |                 |
|  |                 | Phó TV          | 11         |    |                 |                 |  |  |                 |                 |  |  |                |                |  |  |                 |                 |
|  | M Chamat        | Phó TV          | 11         | 7  |                 |                 |  |  |                 |                 |  |  |                |                |  |  |                 |                 |
|  | M Chamat        |                 |            | 7  |                 |                 |  |  |                 |                 |  |  |                |                |  |  |                 |                 |
|  | Phó TV          | 10              |            |    |                 |                 |  |  |                 |                 |  |  |                |                |  |  |                 |                 |
|  | Phó TV          | 10              | Phó TV     | 10 |                 |                 |  |  |                 |                 |  |  |                |                |  |  |                 |                 |
|  |                 |                 | Phó TV     | 10 |                 |                 |  |  |                 |                 |  |  |                |                |  |  |                 |                 |
|  |                 | Triệu PB        | 8          |    |                 |                 |  |  |                 |                 |  |  |                |                |  |  |                 |                 |
|  | Triệu PB        | Triệu PB        | 8          | 10 |                 |                 |  |  |                 |                 |  |  |                |                |  |  |                 |                 |
|  | Triệu PB        |                 |            | 10 |                 |                 |  |  |                 |                 |  |  |                |                |  |  |                 |                 |
|  | R Gallego       | 5               |            |    |                 |                 |  |  |                 |                 |  |  |                |                |  |  |                 |                 |
|  | R Gallego       | 5               | Phó TV     | 11 |                 |                 |  |  |                 |                 |  |  |                |                |  |  |                 |                 |
|  |                 |                 | Phó TV     | 11 |                 |                 |  |  |                 |                 |  |  |                |                |  |  |                 |                 |
|  |                 | S Davis         | 8          |    |                 |                 |  |  |                 |                 |  |  |                |                |  |  |                 |                 |
|  | S Davis         | S Davis         | 8          | 10 |                 |                 |  |  |                 |                 |  |  |                |                |  |  |                 |                 |
|  | S Davis         |                 |            | 10 |                 |                 |  |  |                 |                 |  |  |                |                |  |  |                 |                 |
|  | F Petroni       | 7               |            |    |                 |                 |  |  |                 |                 |  |  |                |                |  |  |                 |                 |
|  | F Petroni       | 7               | S Davis    | 10 |                 |                 |  |  |                 |                 |  |  |                |                |  |  |                 |                 |
|  |                 |                 | S Davis    | 10 |                 |                 |  |  |                 |                 |  |  |                |                |  |  |                 |                 |
|  |                 | J Pena          | 8          |    |                 |                 |  |  |                 |                 |  |  |                |                |  |  |                 |                 |
|  | L Condo         | J Pena          | 8          | 7  |                 |                 |  |  |                 |                 |  |  |                |                |  |  |                 |                 |
|  | L Condo         |                 |            | 7  |                 |                 |  |  |                 |                 |  |  |                |                |  |  |                 |                 |
|  | J Pena          | 10              |            |    |                 |                 |  |  |                 |                 |  |  |                |                |  |  |                 |                 |
|  | J Pena          | 10              |            |    |                 |                 |  |  |                 |                 |  |  |                |                |  |  |                 |                 |

### Chung kết
| Cơ thủ        | Tỉ số |
| ------------- | ----- |
| Ronato Alcano | 17    |
| Ralf Souquet  | 11    |